# 鬻姒
鬻姒（?—?），《史记》作芮姬，齐景公的妾夫人。
齐景公的正室夫人燕国公主燕姬的儿子早早的去世，使齐景公没有嫡子。齐景公宠爱鬻姒所生的儿子公子荼（安孺子），曾经为公子荼当牛骑，磕掉了门牙。齐景公得病时，使国惠子、高昭子立公子荼，将群公子置于莱。前490年秋，齐景公去世。第二年，在陈乞的支持下，公子阳生（齐悼公）回国，废黜安孺子，让胡姬带着安孺子到赖地去，把鬻姒送到别处，杀了王申，拘拿江说，在句窦之丘囚禁王豹。